# Wiesmann GT MF5
De Wiesmann GT MF5 is een sportauto van de Duitse fabrikant Wiesmann.
De auto heeft een klassiek uiterlijk maar beschikt over moderne technieken. De aandrijving komt van een BMW M5 V10-motor. De auto zelf is afgeleid van de Wiesmann GT raceauto die onder andere heeft gereden tijdens de 24-uursrace op de Nürburgring.